# Amy Hill
Amy Hill (Deadwood (South Dakota), 9 mei 1953) is een Amerikaanse actrice en schrijfster. Met haar Aziatische uiterlijk speelt ze vaak Aziatische personages. Zo heeft Amy Hill hazelbruine ogen maar draagt ze voor haar rollen vaak
bruine contactlenzen om meer Aziatisch voor te komen.

## Biografie
Amy Hill werd in 1953 geboren in de Amerikaanse staat South Dakota. Ze heeft een Japanse moeder en een Amerikaanse vader van Finse afkomst. Door haar afkomst had ze een eenzame jeugd op het Amerikaanse platteland. Op haar achttiende ging ze zes jaar lang in Japan studeren aan de Sophia International University.
Terug in de VS studeerde ze aan het American Conservatory Theater. Ze werkte acht jaar bij de Asian American Theatre Company waar ze in meer dan dertig producties speelde. Daarnaast toerde ze ook met onewomanshows als Tokyo Bound, Reunion en Beside myself
door de VS.
In films en televisieseries speelde Amy Hill gewoonlijk een
bijrol.
Haar eerste filmrol speelde ze midden jaren 1980 in Dim Sum: A Little Bit of Heart. Amy Hill verscheen meestal in televisieseries voor een of enkele afleveringen. Zo in onder andere Beverly Hills, 90210 (1991) en My Wife and Kids (2001). Ze leende ook haar stem aan karakters in animatieseries zoals Spider-Man (1996) en animatiefilms als Lilo & Stitch (2001). Haar meest bekende rollen waren in de series That's So Raven (2003-2005) en
The Life and Times of Juniper Lee (2005) en de film The Cat in the Hat (2003). Ten slotte heeft Amy Hill een geadopteerde dochter Penelope.

## Filmografie

### 1980-1989
- Library of Congress Control Number: n2013053365
- MusicBrainz: 0bb7bddc-89ef-4d60-a56a-8d74d2963e66
- Virtual International Authority File: 305234650
- WorldCat: E39PBJkhFKy8gPKPjrkCyCFR8C